# Ninghua
Ninghua är ett härad som ingår i staden Sanming på prefekturnivå i provinsen Fujian i sydöstra Kina. Orten befolkas till stor del av hakka-folket. Det ligger omkring 270 kilometer väster om provinshuvudstaden Fuzhou.
Under första hälften av 1930-talet var Ninghua bland de härad som kontrollerades av Kinesiska sovjetrepubliken. Häradet är också känt som den ort från vilken den Långa marschen utgick 1934.

## Administrativ indelning
Ninghua är indelat i elva köpingar och fem socknar (varav en etnisk minoritetssocken).
Köpingar (zhen):

- Anle (安乐镇)
- Anyuan (安远镇)
- Caofang (曹坊镇)
- Chengjiao (城郊镇)
- Chengnan (城南镇)
- Cuijiang (翠江镇)
- Huaitu (淮土镇)
- Hucun (湖村镇)
- Quanshang (泉上镇)
- Shibi (石壁镇)
- Shuiqian (水茜镇)

Socknar (xiang):

- Fangtian (方田乡)
- Helong (河龙乡)
- Jicun (济村乡)
- Zhongsha (中沙乡)

Etnisk minoritetssocken (zu xiang) för shefolket:
- Zhiping (治平畲族乡)